# 5388 Mottola
5388 Mottola è un asteroide della fascia principale. Scoperto nel 1981, presenta un'orbita caratterizzata da un semiasse maggiore pari a 2,6843202 UA e da un'eccentricità di 0,1442504, inclinata di 12,58774° rispetto all'eclittica.
Dal 6 aprile al 4 giugno 1993, quando 5522 De Rop ricevette la denominazione ufficiale, è stato l'asteroide denominato con il più alto numero ordinale. Prima della sua denominazione, il primato era di 5375 Siedentopf.
L'asteroide è dedicato all'astronomo italiano Stefano Mottola.